# João de Sousa Carvalho
João de Sousa Carvalho (ur. 22 lutego 1745 w Estremoz, zm. 1799 lub 1800 w Alentejo) – portugalski kompozytor i pedagog okresu klasycyzmu.

## Życiorys
28 października 1753, mając 8 lat rozpoczął naukę muzyki w Colégio dos Santos Reis w Vila Viçosa. Następnie, dzięki królewskiemu stypendium od 15 stycznia 1761 studiował w Conservatório di Sant’Onofrio w Neapolu pod kierunkiem Carla Cotumacciego i Nicoli Porpory. 
W 1766 przebywał w Rzymie, gdzie wystawił swoją operę La Nitteti z librettem Pietra Metastasio. Po powrocie do Portugalii, 22 listopada 1767 został wykładowcą w Irmandade de Santa Cecília w Lizbonie. W tym samym roku został mianowany profesorem kontrapunktu w Seminário da Patriarcal, gdzie później służył jako mestre (1769–1773), następnie jako mestre de capela (1773–1798).Wykształcił wielu znanych muzyków, m.in. Antónia Leal Moreirę, Marcosa Antónia Portugala i João José Baldiego.
W 1778 zastąpił Davida Pereza na stanowisku nauczyciela muzyki w rodzinie królewskiej. Po odejściu na emeryturę z Seminário da Patriarcal przebywał w swoich rozległych dobrach w Algarve i Alentejo, gdzie zmarł na przełomie XVIII i XIX wieku.

## Twórczość
Był czołowym portugalskim kompozytorem swojego pokolenia i jednym z najlepszych w historii kraju . Jego liczne kompozycje liturgiczne (w tym 8 mszy i 3 Te Deum) w stylu Niccolò Jommellego cechuje pełna kontrola kontrapunktu i struktury utworu . Jego toccata g-moll jest jednym z nielicznych zachowanych utworów organowych.
Carvalho był przede wszystkim kompozytorem operowym; skomponował ich 15, z których 14 wykonano w królewskich pałacach Ajuda i Queluz . Trzy jego opery doczekały się uwspółcześnionych wersji: L’amore industrioso (1943, 1967), Penelope (1970) i Testoride (1987) .